# Presidente de la Unión de las Comoras
El Presidente de la Unión de las Comoras es el jefe de Estado y de Gobierno de la Unión y su máxima autoridad política, cuyo desempeño y deberes están regulados en la Constitución Comoriense aprobada por referéndum el 23 de diciembre de 2001 con un 76,99 % de votos positivos y un 23,01 % de votos negativos (sobre votos válidamente emitidos).
La constitución vigente consagra este cargo en el título II (del francés: Des institutions de l’Union), subtítulo 1 (del francés: Du Pouvoir Exécutif); en particular, los deberes generales por desempeñar su cargo se mencionan en el art. 12.º de dicha carta fundamental, indicándose que:

«(...) es el garante de la inviolabilidad de las fronteras y el reconocimiento internacional, así como la soberanía de la Unión. Arbitra y modera el funcionamiento regular de las instituciones (...). Él es el garante del respeto de los tratados y acuerdos internacionales. El presidente de la Unión determinará y dirigirá la política exterior (...). Negocia y ratifica los tratados. El presidente de la Unión es el jefe de gobierno; como tal, determina y dirige la política de la Unión. Tiene la administración de la Unión - ejerciendo la potestad reglamentaria (...). Es el responsable de la defensa del país (...).» (extracto del art. 12.º de la Constitución la Unión de las Comoras).

## Mandato presidencial
El mandato del presidente de la Unión de las Comoras, de acuerdo a la Constitución de 2001, es de cuatro años, renovables de conformidad con la rotación entre las islas conformantes del país (Gran Comora o Ngazidja, Mohéli o Mwali y Anjouan o Nzwani; Mayotte o Mahore en tanto, si bien se considera en la constitución, aún pertenece a Francia); en efecto, el art. 13.º de la carta fundamental indica que la presidencia es rotativa entre las islas.
El presidente de la unión, de acuerdo a las Constitución, cesa el mismo día en que completa su período y le sucede inmediatamente el electo, salvo que el presidente en ejercicio decidiera optar por la reelección (vía elección primaria llevada a efecto en la isla de la presidencia), para lo que se nombra un presidente interino, aplicándose las reglas sobre subrogación y sucesión determinadas por una ley orgánica especial.
El juramento de toma de posesión del cargo es el siguiente:

«Juro por Alá, el Compasivo y Misericordioso, de cumplir fiel y honradamente los deberes de mi cargo, actuando sólo por el interés general y con respecto a las condiciones de Constitución» (extracto del art. 13.º de la Constitución la Unión de las Comoras).

## Listado de los jefes de Estado de la Unión de las Comoras

### Estado Comorense (1975-1978)
| Período                                       | Titular                                                               | Partido Político | Notas                  |
| --------------------------------------------- | --------------------------------------------------------------------- | ---------------- | ---------------------- |
| 6 de julio de 1975 al 7 de julio de 1975      | Ahmed Abdallah, Presidente de Gobierno                                | UDC              | Primer mandato         |
| 7 de julio de 1975 al 3 de agosto de 1975     | Ahmed Abdallah, Jefe de Estado                                        | UDC              | Primer mandato (cont.) |
| 3 de agosto de 1975 al 10 de agosto de 1975   | Said Mohamed Jaffar, Presidente del Consejo Nacional de la Revolución | UNF              |                        |
| 10 de agosto de 1975 al 3 de febrero de 1976  | Said Mohamed Jaffar, Presidente del Comité Ejecutivo Nacional         | UNF              |                        |
| 3 de febrero de 1976 al 28 de octubre de 1977 | Ali Soilih, Jefe de Estado                                            | RDPC             |                        |
| 28 de octubre de 1977 al 13 de mayo de 1978   | Ali Soilih, Presidente                                                | RDPC             |                        |
| 13 de mayo de 1978 al 23 de mayo de 1978      | Said Atthoumani, Presidente del Directorado Político-Militar          | UNF              |                        |

(Fechas en cursiva indica continuación en el cargo de facto)

### República Federal e Islámica de las Comoras (1978-2001)
| Período                                            | Titular                                                                | Partido Político | Notas                  |
| -------------------------------------------------- | ---------------------------------------------------------------------- | ---------------- | ---------------------- |
| 23 de mayo de 1978 al 22 de julio de 1978          | Ahmed Abdallah, Copresidente del Directorado Político-Militar          | UDC              | Segundo mandato        |
| 23 de mayo de 1978 al 22 de julio de 1978          | Mohamed Ahmed, Copresidente del Directorado Político-Militar           | UDC              |                        |
| 22 de julio de 1978 al 3 de octubre de 1978        | Ahmed Abdallah, Copresidente del Directorado                           | UDC              |                        |
| 22 de julio de 1978 al 3 de octubre de 1978        | Mohamed Ahmed, Copresidente del Directorado                            | UDC              |                        |
| 3 de octubre de 1978 al 25 de octubre de 1978      | Ahmed Abdallah, Copresidente del Directorado                           | UDC              |                        |
| 25 de octubre de 1978 al 26 de noviembre de 1989   | Ahmed Abdallah, Presidente constitucional                              | UDC/UCP          | Tercer mandato         |
| 26 de noviembre de 1989 al 27 de noviembre de 1989 | Haribon Chebani, Presidente interino                                   | UCP              |                        |
| 27 de noviembre de 1989 al 20 de marzo de 1990     | Said Mohamed Djohar, Presidente interino                               |                  |                        |
| 20 de marzo de 1990 al 29 de septiembre de 1995    | Said Mohamed Djohar, Presidente constitucional                         |                  | Primer mandato         |
| 29 de septiembre de 1995 al 2 de octubre de 1995   | Combo Ayouba, Coordinador del Comité Militar de Transición             | Mil              |                        |
| 2 de octubre de 1995 al 5 de octubre de 1995       | Mohamed Taki Abdoulkarim, Presidente interino                          |                  | Primer mandato         |
| 2 de octubre de 1995 al 5 de octubre de 1995       | Said Ali Kemal, Presidente interino                                    |                  |                        |
| 5 de octubre de 1995 al 26 de enero de 1996        | Caabi El-Yachroutu Mohamed, Presidente interino                        |                  |                        |
| 26 de enero de 1996 al 25 de marzo de 1996         | Said Mohamed Djohar, Presidente                                        |                  | Segundo mandato        |
| 25 de marzo de 1996 al 6 de noviembre de 1998      | Mohamed Taki Abdoulkarim, Presidente constitucional                    | RND              | Segundo mandato        |
| 6 de noviembre de 1998 al 30 de abril de 1999      | Tadjidine Ben Said Massounde, Presidente interino                      |                  |                        |
| 30 de abril de 1999 al 6 de mayo de 1999           | Azali Assoumani, Jefe del Personal Nacional de Desarrollo del Ejército | Mil              | Primer mandato         |
| 6 de mayo de 1999 al 23 de diciembre de 2001       | Azali Assoumani, Jefe de Estado                                        | Mil              | Primer mandato (cont.) |

(Fechas en cursiva indica continuación en el cargo de facto)

### Unión de las Comoras (después de 2001)
| Período                                        | Titular                                                 | Partido Político | Notas                 |
| ---------------------------------------------- | ------------------------------------------------------- | ---------------- | --------------------- |
| 21 de diciembre de 2001 al 21 de enero de 2002 | Azali Assoumani, Jefe de Estado - Presidente de facto   | Mil              | Primer mandato(cont.) |
| 21 de enero de 2002 al 26 de mayo de 2002      | Hamada Madi Bolero, Presidente interino                 |                  |                       |
| 26 de mayo de 2002 al 26 de mayo de 2006       | Azali Assoumani, Presidente constitucional              |                  | Segundo mandato       |
| 26 de mayo de 2006 al 26 de mayo de 2011       | Ahmed Abdallah Mohamed Sambi, Presidente constitucional |                  |                       |
| 26 de mayo de 2011 al 26 de mayo de 2016       | Ikililou Dhoinine, Presidente constitucional            |                  |                       |
| 26 de mayo de 2016 al presente                 | Azali Assoumani, Presidente constitucional              |                  | Tercer mandato        |

(Fechas en cursiva indica continuación en el cargo de facto)

## Partidos políticos
| FNR         | Forum nationale de reprise                           | (Foro para la Reconstrucción Nacional) - República pro-federada                      |
| NJ          | Front National pour la Justice                       | (Frente Nacional para la Justicia) - islámica                                        |
| RND         | Rassemblement National pour la Développement         | (Rally Nacional para el Desarrollo) - conservadora tradicionalista                   |
| UCP         | Union Comorienne pour le Progrès                     | (Unión Comorense para el Progreso) - sólo partido legal entre febrero de 1982 y 1989 |
| UNF         | Uni National Front                                   | (Frente Nacional Unido) - anti-Abdallah                                              |
| FNUK-Unikom | Front National Uni des Komoriens-Union des Komoriens | (Frente Nacional Unido de la Unión-Comoriense de Comoros) - anti-Soilih 1979-        |
| MLIC        | Mouvement pour la Libération des Îles Comores        | (Movimiento de la Liberación de las Comoras) - pro-independencia, anti-franceses     |
| PB          | Parti Blanc                                          | (Partido Blanco) - progresista, después RDPC                                         |
| PV          | Parti Vert                                           | (Partido Verde) - después RND                                                        |
| RDPC        | Rassemblement Démocratique du Peuple Comorien        | (Asamblea Democrática del Pueblo Comoriense) y progresista                           |
| UDC         | Union Démocratique des Comores                       | (Unión Democrática de las Comoras) - conservadora                                    |
| Mil         | Militar                                              |                                                                                      |